# Zdislava Odstrčilová
Zdislava Odstrčilová (* 21. dubna 1967) je česká politička, od března do prosince 2022 náměstkyně ministra práce a sociálních věcí ČR, v letech 2016 až 2022 zastupitelka Zlínského kraje, v letech 2010 až 2023 zastupitelka města Valašské Meziříčí (navíc v letech 2018 až 2022 místostarostka města), členka KDU-ČSL.

## Život
Zdislava Odstrčilová má 4 sourozence, oba její rodiče byli v 50. letech 20. století politickými vězni. Středoškolské vzdělání získala na gymnáziu v Tišnově, po něm studovala matematickou analýzu (titul Mgr.) na Masarykově univerzitě v Brně (1985-1990). Z téže instituce má ještě bakalářský titul (2014) z oboru sociální práce a sociální politika. V letech 2001-2011 působila jako ředitelka Charity Valašské Meziříčí a poté (2011-2018) jako ředitelka místní organizace Diakonie ČCE tamtéž. Má 4 děti.

## Politické působení
Od roku 2006 je členkou KDU-ČSL. V roce 2010 poprvé úspěšně kandidovala do zastupitelstva Valašského meziříčí a od té doby tento mandát pravidelně obhajuje. V letech 2014 až 2022 byla valašskomeziříčskou radní a místostarostkou. V červnu 2023 na post zastupitelky města rezignovala.
21. března 2022 byla jmenována náměstkyně ministra práce a sociálních věcí Mariana Jurečky pro řízení sekce rodinné politiky a sociálních služeb. Od 1. ledna 2023 se její pozice po změně zákona o státní službě transformovala na Vrchní ředitelku. Od dubna 2023 je jejím zástupcem ředitel odboru koncepce sociálních služeb a sociální práce Martin Kocanda.
V letech 2016 až 2022 byla zastupitelkou Zlínského kraje.